# Agnes Schaap
A.M.J. (Agnes) Schaap (Gassel, 9 maart 1958) is een Nederlandse bestuurster en PvdA-politica. Van 12 mei 2017 tot 15 mei 2025 was zij burgemeester van Renkum.

## Biografie
Schaap was tussen 1998 en 2014 directeur dan wel bestuurder van zorginstelling Malderburch in Malden. Daar was ze onder meer verantwoordelijk voor een fusie met andere zorginstellingen binnen de gemeente.
Van 2006 tot 2014 was Schaap namens de Partij van de Arbeid lid van de gemeenteraad van Wijchen. Ze was enige tijd fractievoorzitter en een tijd vice-voorzitter van de gemeenteraad (de burgemeester is voorzitter). In 2014 werd ze benoemd tot wethouder in dezelfde gemeente, verantwoordelijk voor sociale zaken, duurzaamheid en economische zaken. Van 2017  tot mei 2025 was ze burgemeester van het nabijgelegen Renkum. 